# Petropoulos Model P
 (juillet 2021).
Si vous disposez d'ouvrages ou d'articles de référence ou si vous connaissez des sites web de qualité traitant du thème abordé ici, merci de compléter l'article en donnant les références utiles à sa vérifiabilité et en les liant à la section « Notes et références ».
Le Petropoulos Model P était un véhicule produit par Petropoulos de 1923 à 1935. Environ 15 000 unités du véhicule ont été produites et vendues et il était basé sur le Ford Model T. Il a également été exporté en Serbie et en Allemagne, où le Ford Model T d'origine n'était pas largement disponible. Le véhicule a été remplacé par le Petropoulos M, basé sur le Ford Model A.

## Histoire
Dans les années 1910, il y avait un besoin d'automobiles en Grèce et le gouvernement a décidé d'ouvrir une usine automobile à Thessalonique avec l'aide de quelques résidents locaux. L'usine a été achevée en 1921 et quelques mois plus tard, le gouvernement grec a conclu un accord avec Ford pour produire le Ford Model T en Grèce en tant que véhicule Petropoulos. La production du désormais appelé Petropoulos Model P a commencé en 1923.
Bien que le Ford Model T soit largement disponible aux États-Unis, en Grèce le Petropoulos Model P n'était disponible que pour les riches et les responsables militaires, car il était assez cher. Au total, environ 15 000 véhicules ont été vendus jusqu'à ce qu'il soit remplacé par le Petropoulos M en 1935. Ces véhicules ont également été utilisés comme véhicules de taxi à Palaiomonastiro et Elati.